# Чижович, Веслав
Веслав Чижович (пол. Wiesław Czyżowicz, 1 января 1949) — польский ученый, государственный служащий и общественный деятель, специалист в области международного таможенного права, доктор наук, профессор.
Работал заместителем Министра финансов — руководителем Таможенной службы Польши (2002-2004).
Является автором более 200 публикаций по вопросам таможенного права и международных отношений. Принимал участие в работе над Таможенным кодексом Украины в 2012 г.
Председатель консультационного совета Таможенной службы